# McDonnell Douglas F-15 STOL/MTD
El McDonnell Douglas F-15 STOL/MTD (siglas en inglés de: Short Takeoff and Landing/Maneuver Technology Demonstrator, en español: «Despegue y aterrizaje cortos/demostrador de tecnología de maniobrabilidad») es un avión F-15 Eagle modificado para diversos programas de investigación y prueba realizados desde finales de los años 1980. Desarrollado como demostrador de tecnología, el F-15 STOL/MTD llevó a cabo investigaciones para el estudio de los efectos del empuje vectorial y la maniobrabilidad mejorada. El avión usado para el proyecto fue el avión de preproducción TF-15A (F-15B) número 1 (matrícula: 71-0290), el primer F-15 Eagle biplaza fabricado por McDonnell Douglas en serie (después de 2 prototipos), que fue el sexto F-15 en salir de la línea de ensamblaje, y se convirtió en el F-15 más antiguo en volar antes de su retirada en 2009. También fue utilizado como banco de pruebas de aviónica para el programa de desarrollo del F-15E Strike Eagle.

## Diseño y desarrollo

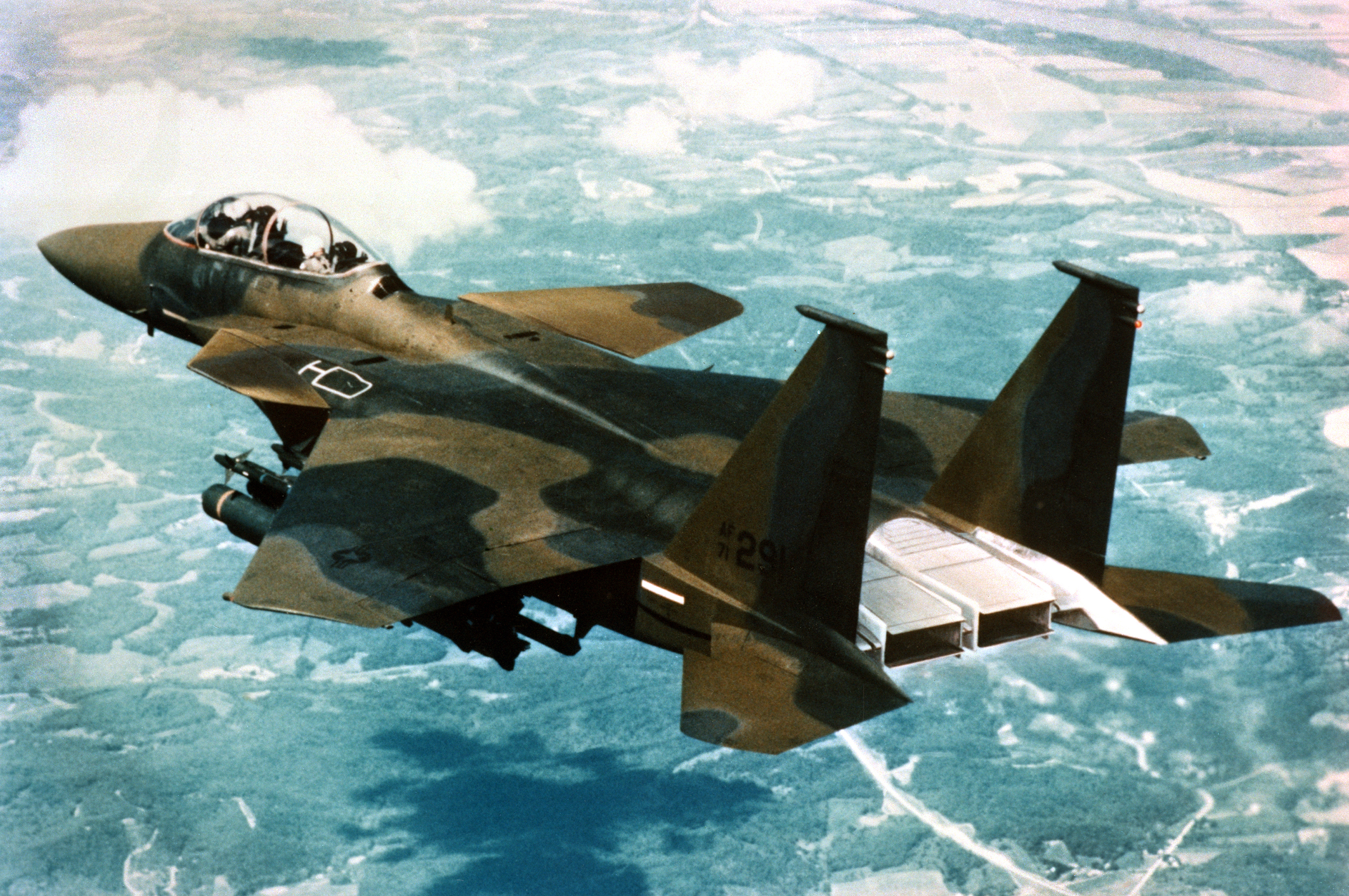
Avión de preproducción F-15B #2 (S/N 71-0291) con toberas de empuje vectorial 2D a principios de los años 1980.

En 1975, el Centro de Investigaciones de Langley comenzó a dirigir programas patrocinados que estudiasen las toberas de empuje vectorizado bidimensionales;: 44  estudios gubernamentales e industriales de toberas bidimensionales (2-D)no axisimétricas a principios de los años 70 habían identificado beneficios significativos en los conceptos de toberas 2-D de vectorización de empuje.: 192 
En 1977, Langley comenzó un estudio de integración de sistemas de la vectorización de empuje, reversión de empuje y toberas 2-D en el F-15, con McDonnell Douglas. En 1984, el Laboratorio de Dinámicas de Vuelo, de la División de Sistemas Aeronáuticos de la Fuerza Aérea, concedió un contrato a McDonnell Douglas por un avión experimental STOL/MTD de desarrollo avanzado.: 192 
El avión usado en el programa STOL/MTD ha volado varias veces desde la exitosa finalización del programa STOL/MTD en 1991, en el que usaba vectorización de empuje y planos canard para mejorar las prestaciones a baja velocidad. Este avión probó métodos de alta tecnología de operación desde una pista corta. Este F-15 fue parte de un esfuerzo para mejorar la ABO (Air Base Operability), la supervivencia de aviones de combate y la capacidad de caza en aeródromos bajo ataque.
El F-15 STOL/MTD probó maneras de aterrizar y despegar desde pistas mojadas y dañadas por bombas. El avión usaba una combinación de empuje reversible, toberas que podían desviarse 20° y planos canard. Las toberas de cabeceo/reversa y los planos canard fueron instalados en el F-15 en 1988. La NASA adquirió el avión en 1993 y reemplazó los motores por Pratt & Whitney F100-229 con toberas de vectorización de cabeceo/guiñada. Los planos delanteros canard estaban derivados de los stabilator del F/A-18.
Antes del 15 de agosto de 1991,: 194  cuando McDonnell Douglas finalizó su programa, tras alcanzar sus objetivos de vuelo, el avión F-15 STOL/MTD alcanzó algunos resultados de prestaciones impresionantes:
- Realizó despegues vectorizados con rotación a velocidades tan bajas como 68 km/h.[4]: 194
- Una reducción del 25% en la rotación de despegue.[4]: 193
- Aterrizaje en 500 m justos de pista, en comparación con los 2300 m del F-15 estándar.[4]: 193
- Reversión de empuje en vuelo para producir una rápida deceleración.[4]: 194

### Modificaciones posteriores
En los años 90, la misma célula de F-15 (USAF S/N 71-0290) fue modificada (se retuvieron los canard y las toberas) en el programa ACTIVE ("Advanced Control Technology for Integrated Vehicles"), en el que se investigaron Toberas de Haz Equilibrado de Cabeceo/Guiñada (Pitch/Yaw Balance Beam Nozzles, P/YBBN) y programación avanzada de lógica de control. Con la configuración ACTIVE, también fue usada en el programa LANCETS ("lift and nozzle change effects on tail shock"), en el que los parámetros de la onda de choque supersónica computados se comparaban con los medidos en vuelo. Las pruebas de vuelo LANCETS finalizaron en diciembre de 2008. El F-15 ACTIVE se extendió de 1993 a 1999.
El avión sería más tarde usado en el programa F-15 IFCS (Intelligent Flight Control System), de 1999 a 2008. El avión también fue usado en el proyecto Certificación y Demostración de Alcance Basado en el Espacio (Space-Based Range Demonstration and Certification), bajo el programa Sistemas de Navegación y Comunicaciones de Exploración (Exploration Communications and Navigation Systems, SBRDC/ECANS) de 2006 a 2007, el programa Control de Motor de Alta Estabilidad (High Stability Engine Control, HISTEC), y Acústica de Investigación de Alta Velocidad (High-Speed Research Acoustics) en 1997.

## En la cultura popular
Patlabor 2, The Movie
En una escena de la película de animación Patlabor 2: la película de 1993, que discurre en 2002, dos parejas de F-15 STOL/MTD (vuelos "Wizard" y Priest") despegan en alerta para interceptar un vuelo de tres F-16J renegados (vuelo "Wyvern"). Teniendo en cuenta, en esa época, la naturaleza futurista de parte de la tecnología, el análisis y los comentarios de expertos en la materia ha sido favorable por su autenticidad desde una perspectiva militar.

## Especificaciones

### Características generales
- Tripulación: Dos
- Longitud: 19,7 m (64,6 ft)
- Envergadura: 13 m (42,7 ft)
- Altura: 5,6 m (18,5 ft)
- Superficie alar: 58,2 m² (626,5 ft²)
- Peso vacío: 12 232 kg (26 959,3 lb)
- Peso cargado: 20 159 kg (44 430,4 lb)
- Peso máximo al despegue: 31 930 kg (70 373,7 lb)
- Planta motriz: 2× turbofán Pratt & Whitney F100-PW-200 equipados con toberas Pratt & Whitney con empuje vectorial bidimensional de 20°, con capacidad para empuje inverso.
  - Empuje normal: 64 kN (6526 kgf; 14 388 lbf) de empuje cada uno.
  - Empuje con postquemador: 106 kN (10 809 kgf; 23 830 lbf) de empuje cada uno.

### Rendimiento
- Velocidad máxima operativa (Vno): 2650 km/h (1647 MPH; 1431 kt) (Mach 2,1) a 11 500 m de altitud
- Alcance: 4405 km (2379 nmi; 2737 mi)
- Techo de vuelo: 17 750 m (58 235 ft)

### Características generales
- Tripulación: Dos
- Carga: 7112 kg (15 674,8 lb)
- Longitud: 19,4 m (63,7 ft) (sin incluir la sonda frontal de pruebas en vuelo)
- Envergadura: 13 m (42,7 ft)
- Altura: 5,6 m (18,5 ft)
- Superficie alar: 56,5 m² (608,2 ft²)
- Peso vacío: 15 876 kg (34 990,7 lb)
- Peso cargado: 21 319 kg (46 987,1 lb)
- Planta motriz: 2× turbofán Pratt & Whitney F100-PW-229 equipados con toberas Pratt & Whitney P/YBBN con empuje vectorial tridimensional de 20°.
  - Empuje normal: 79 kN (8056 kgf; 17 760 lbf) de empuje cada uno.
  - Empuje con postquemador: 130 kN (13 256 kgf; 29 225 lbf) de empuje cada uno.
- Envergadura de los planos horizontales de cola: 8,6 m
- Envergadura de los planos canard: 7,8 m
- Capacidad de combustible: 5225 kg

### Rendimiento
- Velocidad máxima operativa (Vno): 2645 km/h (1644 MPH; 1428 kt) (Mach 2.5)
- Techo de vuelo: 18 288 m (60 000 ft)

## Aeronaves relacionadas

### Desarrollos relacionados
- McDonnell Douglas F-15 Eagle
- F-15E Strike Eagle

### Aeronaves similares
- / Rockwell-MBB X-31
- General Dynamics X-62 VISTA
- High Alpha Research Vehicle
- Sukhoi Su-37

### Secuencias de designación
- Secuencia F-_ (Cazas estadounidenses, 1962-presente): ← F-11 - F-12/C - F-14 - F-15/E/EX/J/STOL/MTD - F-16/XL/VISTA - F-17 - F-18/E/F/G →